# SFM 1–34
Die SFM 1–34 waren Schnellzuglokomotiven der Strade Ferrate Meridionali (SFM).

## Geschichte
Die 34 ungekuppelten Lokomotiven wurden 1863 bis 1867 von Cail in Paris und von Pietrarsa an die SFM geliefert.
Sie erhielten die Nummern 1–34 und waren für die neue SFM-Strecke Bologna–Bari bestimmt.
Die Fahrzeuge wurden ursprünglich mit domlosem Kessel gebaut, in den 1870er-Jahren aber erhielten sie am mittleren Kesselschuss einen Dom, vermutlich um die Dampfentnahme zu verbessern.
1885 wurden die 34 Maschinen zwischen Rete Adriatica (26 Stück) und Rete Mediterranea (acht Stück) aufgeteilt.
Sie erhielten so die Bezeichnungen RA 1–26 und RM 7–14.
Die italienischen Staatsbahnen (FS) reihten 1905 noch zwölf Exemplare als 1001–1012 in ihre Reihe 100 ein.